# 정미남
정미남은 [대한민국]의 [영화배우]이다.
영화인 정보
| 이름     [정미남]
| 출생지  [서울특별시 성수]
| [1월22일생 호랑이띠]
| 국적    [대한민국]
| 직업     [배우]
| 활동기간 [1999~]
| 소속사   
| 수상      
| 웹사이트 유튜브
정미남은 [대한민국]의 [배우]이다.

## 연기 활동

### 영화
- 2001년 《무사》 ... 스턴트, 용호군 역
- 2001년 《흑수선》 ... 킬러 역
- 2003년 《선택》 ... 소지 2 역
- 2004년 《어깨동무》 ... 마약밀매상 역
- 2004년 《내 여자친구를 소개합니다》 ... 강력계 형사 역
- 2004년 《거미숲》 ... 범인 1 역
- 2005년 《마파도》 ... 똘마니 1 역
- 2005년 《웰컴 투 동막골》 ... 인민군 1 역
- 2005년 《부라보! 김순봉》 ... 버스 안 남자 역
- 2005년 《에이젼트 티 하이블루 스카이》 ... 에이전트 역
- 2006년 《싸움의 기술》 ... 용호 일당 2 역
- 2006년 《흡혈형사 나도열》 ... 편의점 범인 2 역
- 2006년 《중천》 ... 선동 주민 역
- 2007년 《뷰티풀 선데이》 ... 강 형사 아빠 역
- 2007년 《해부학 교실》 ... 사창가 사내 역
- 2007년 《펀치 레이디》 ... 관장 1 역
- 2008년 《좋은 놈, 나쁜 놈, 이상한 놈》 ... 삼국파 역
- 2010년 《악마를 보았다》 ... 택시강도 2 역
- 2010년 《초능력자》 ... 이씨 역
- 2010년 《위대한 보통 사람들》
- 2011년 《조선명탐정: 각시투구꽃의 비밀》 ... 막걸리 사내 1 역
- 2011년 《특수본》 ... 개코 일당 역
- 2011년 《오싹한 연애》 ... 맞선남 역
- 2012년 《무서운 이야기》 ... seg. 공포 비행기 - 강 형사 역
- 2013년 《짓》 ... 브로커 역
- 2013년 《노브레싱》 ... 건달아저씨 역
- 2014년 《여배우는 너무해》 ... 박 실장 역
- 2014년 《몬스터》 ... 파출소경장 역
- 2015년 《성난 화가》 ... 직장동료 2 역
- 2015년 《권법형사 : 차이나타운》 ... 이씨 역
- 2015년 《미쓰 와이프》 ... 빚쟁이1 역
- 2016년 《곡성》 ... 흥국 역
- 2016년 《아빠가 돌아왔다》 ... 금섭 역
- 2016년 《밀정》 ... 확성기경찰 역
- 2016년 《아수라》 ... 깐차 역
- 2017년 《조작된 도시》 ... 교도관 / 경찰특공대 / 누명 쓴 사내 역
- 2017년 《저 사람》
- 2018년 《숲속의 부부》 ... 노동자 역
- 2018년 《신 전래동화》 ... 제갈량 역
- 2018년 《인랑》 ... 섹트 1조 역
- 2019년 《봉오동 전투》 ... 해철부하 역
- 2019년 《광대들: 풍문조작단》 ... 공신3 역
- 2020년 《초미의 관심사》 ... 의상실 사장 역
- 2021년 《아수라도》 ... 김대호 역
- 2021년 《서복》 ... 용병12 역
- 2023년 《1947 보스톤》 ... 녹음실 순사 역

### 드라마
- 2011년 MBC 《반짝반짝 빛나는》 ... 사채업자 역
- 2014년 tvN 《삼총사》
- 2014년 OCN 《나쁜 녀석들》 ... 강성훈 역
- 2018년 MBN 《철수씨와 02》 ... 어깨1 역
- 2022년 KBS2 《당신이 소원을 말하면》